# Cầu hành hoa đơn
Cầu hành hoa đơn (danh pháp hai phần: Bulbophyllum monanthum) là một loài phong lan thuộc chi Bulbophyllum.